# Еџвотер (Мериленд)
Еџвотер (енгл. Edgewater) насељено је место без административног статуса у америчкој савезној држави Мериленд.

## Демографија
По попису из 2010. године број становника је 9.023.
| Група             | 2000.    | 2010.         |
| Белци             | 0 (0,0%) | 7.709 (85,4%) |
| Афроамериканци    | 0 (0,0%) | 204 (2,3%)    |
| Азијати           | 0 (0,0%) | 169 (1,9%)    |
| Хиспаноамериканци | 0 (0,0%) | 722 (8,0%)    |
| Укупно            | 0        | 9.023         |